# 나카마루촌
나카마루촌(中丸村)은 사이타마현 기타아다치군에 있던 촌이다. 현재의 기타모토시 동부에 해당한다. 1943년에 이시도촌과 합병해 기타모토촌이 되어 소멸하였다.

## 역사
- 1889년 4월 1일 - 정촌제 시행에 수반해 나카마루촌이 성립하였다.
- 1943년 2월 11일 - 이시도촌과 합병해, 기타모토촌이 되었다.

## 참고문헌
- 「角川日本地名大辞典」編纂委員会『角川日本地名大辞典 11 埼玉県』角川書店、1980年7月8日。ISBN 4040011104。
- 「上中丸村」『新編武蔵風土記稿』 巻ノ150足立郡ノ15、内務省地理局、1884年6月。NDLJP:763999/87。